# میرا کویسما
میرا کویسما (انگلیسی: Mira Kuisma؛ زادهٔ ۶ مهٔ ۱۹۸۷) بازیکن هاکی روی یخ اهل فنلاند است.